# Daytime Emmy Awards 2008
La cerimonia della 35ª edizione dei Daytime Emmy Awards (35th Daytime Emmy Awards) si è tenuta al Kodak Theatre il 20 giugno 2008 e ha premiato i migliori programmi e personaggi televisivi del 2007.
I relativi Creative Arts Emmy Awards sono stati consegnati il 13 giugno.

## Daytime Emmy Awards

### Migliore serie drammatica
- General Hospital
- Sentieri
- Una vita da vivere
- Febbre d'amore

### Migliore attore in una serie drammatica
- Anthony Geary (Luke Spencer) – General Hospital
- Peter Bergman (Jack Abbott) – Febbre d'amore
- David Canary (Adam Chandler & Stuart Chandler) – La valle dei pini
- Christian LeBlanc (Michael Baldwin) – Febbre d'amore
- Thaao Penghlis (André DiMera & Tony DiMera) – Il tempo della nostra vita

### Migliore attrice in una serie drammatica
- Jeanne Cooper (Katherine Chancellor) – Febbre d'amore
- Crystal Chappell (Olivia Spencer) – Sentieri
- Nicole Forester (Cassie Lewis) – Sentieri
- Michelle Stafford (Phyllis Newman) – Febbre d'amore
- Maura West (Carly Tenney) – Così gira il mondo

### Migliore attore non protagonista in una serie drammatica
- Kristoff St. John (Neil Winters) – Febbre d'amore
- Daniel Cosgrove (Bill Lewis) – Sentieri
- Trent Dawson (Henry Coleman) – Così gira il mondo
- Brian Kerwin (Charlie Banks) – Una vita da vivere
- Greg Rikaart (Kevin Fisher) – Febbre d'amore

### Migliore attrice non protagonista in una serie drammatica
- Gina Tognoni (Dinah Marler) – Sentieri
- Tracey E. Bregman (Lauren Fenmore Baldwin) – Febbre d'amore
- Judi Evans (Adrienne Johnson & Bonnie Lockhart) – Il tempo della nostra vita
- Kelley Menighan Hensley (Emily Stewart) – Così gira il mondo
- Heather Tom (Katie Logan) – Beautiful

### Migliore attore giovane in una serie drammatica
- Tom Pelphrey (Jonathan Randall) – Sentieri
- Darin Brooks (Max Brady) – Il tempo della nostra vita
- Bryton (Devon Hamilton) – Febbre d'amore
- Van Hansis (Luke Snyder) – Così gira il mondo
- Jesse Soffer (Will Munson) – Così gira il mondo

### Migliore attrice giovane in una serie drammatica
- Jennifer Landon (Gwen Munson) – Così gira il mondo
- Vail Bloom (Heather Stevens) – Febbre d'amore
- Rachel Melvin (Chelsea Brady) – Il tempo della nostra vita
- Emily O'Brien (Jana Fisher) – Febbre d'amore
- Tammin Sursok (Colleen Carlton) – Febbre d'amore

### Migliore team di sceneggiatori di una serie drammatica
- Una vita da vivere
- Beautiful
- Febbre d'amore
- General Hospital
- Sentieri

### Migliore team di registi di una serie drammatica
- Una vita da vivere
- Beautiful
- General Hospital
- La valle dei pini